# American Dream (film fra 1990)
American Dream er en amerikansk dokumentarfilm fra 1990 af Barbara Kopple.